# International Fantasy Award
De International Fantasy Award, vaak afgekort als IFA, was een Britse literatuurprijs voor het beste fantasy- of sciencefictionboek. De prijs werd uitgereikt door een internationale groep fantasy- en sciencefictionfans van 1951 tot 1955 en 1957. De eerste drie jaar werd tevens een prijs voor het beste non-fictie-boek op dit gebied uitgereikt.
De prijs werd uitgereikt op de Festivention-bijeenkomst in Londen. Hoewel er in 1956 geen prijs werd uitgereikt, werd lange tijd beweerd dat er dat jaar twee winnaars waren, namelijk De Draak in de Zee van Frank Herbert en Heer der vliegen van William Golding.

## Prijswinnaars International Fantasy Award
- 1951 - George R. Stewart: Earth Abides (sciencefiction) en Willy Ley & Chesley Bonestell: The Conquest of Space (non-fictie)
- 1952 - John Henry Collier: De Stalen Kat (fantasy) en Arthur C. Clarke: The Exploration of Space (non-fictie)
- 1953 - Clifford D. Simak: City (sciencefiction) en L. Sprague de Camp & Willy Ley: Lands Beyond (non-fictie)
- 1954 - Theodore Sturgeon: Meer dan Menselijk (sciencefiction)
- 1955 - Edgar Pangborn: De Bronzen Spiegel (sciencefiction)
- 1957 - J.R.R. Tolkien: In de Ban van de Ring (fantasy)